# جبل فوربيكيد
جبل فوربيكيد هو بركان طبقي نشط في ولاية ألاسكا الأمريكية. معدل مرصد بركان ألاسكا ذو الذروة الرابعة كمستوى تنبيه الطيران الأخضر ومستوى التنبيه البركاني عادي. تغطي أربعة قمم جليدية تقريبًا بالكامل.